# Panzer-Division

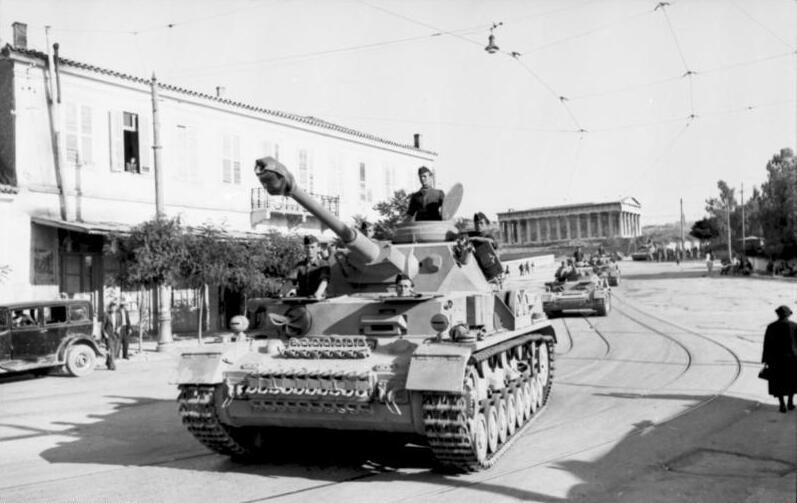
Carri armati Panzer IV della 1. Panzer-Division sfilano ad Atene nell'estate 1943

Panzer-Division è il nome attribuito alle divisioni corazzate dalle forze armate tedesche dalla loro costituzione nel periodo antecedente la seconda guerra mondiale ad oggi. Divennero famose e molto temute dal nemico durante la guerra per la loro grande potenza offensiva e difensiva, e rappresentarono il nucleo più solido e efficiente dell'Heer (Wehrmacht), costituendo inoltre un modello organizzativo e tattico per gli eserciti di tutte le altre grandi potenze mondiali.
Dopo la seconda guerra mondiale sia la Bundeswehr della Repubblica Federale Tedesca che la Nationale Volksarmee della Repubblica Democratica Tedesca organizzarono nuove Panzer-Division che avrebbero dovuto costituire, nei piani delle due coalizioni contrapposte in Europa durante la guerra fredda, la NATO e il Patto di Varsavia, moderne formazioni mobili in grado di svolgere missioni di decisiva importanza in caso di guerra convenzionale combattuta sul suolo tedesco

## Storia
La creazione delle prime tre Panzer-Division si ebbe il 15 ottobre 1935: la 1. Panzer-Division a Weimar al comando del tenente generale Maximilian von Weichs, la 2. Panzer-Division a Würzburg sotto il comando del maggior generale Heinz Guderian e la 3. Panzer-Division a Berlino sotto la guida del maggior generale Ernst Feßmann.
Il 10 novembre 1938 vennero costituite due nuove Panzer-Division: la 4. (maggior generale Georg-Hans Reinhardt) e la 5. (maggior generale Heinrich von Vietinghoff) e vennero organizzati numerosi altri reparti corazzati subordinati. La Germania entrò in guerra il 1º settembre 1939 con queste cinque divisioni corazzate, rafforzate da quattro cosiddette "Divisioni leggere" (Leichte division) dotate di un solo battaglione di carri, e da un Panzer-verband Kempff (formazione ad hoc equivalente ad una divisione a ranghi ridotti schierata in Prussia orientale), presto trasformata in 10. Panzer-Division (maggior generale Ferdinand Schaal).

### Seconda guerra mondiale

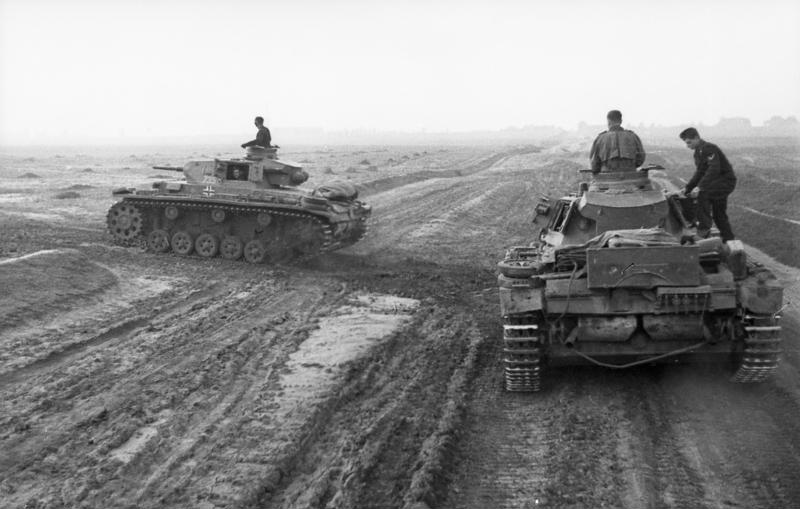
Panzer III in azione nella steppa russa nell'estate 1941

Le Panzerdivision entrarono in azione in Polonia raggruppate operativamente in corpi d'armata motorizzati, e avanzarono rapidamente in profondità nel territorio polacco, sbaragliando facilmente la resistenza nemica, dando una prima dimostrazione dell'efficienza degli uomini delle Panzertruppen e della validità delle tattiche della Guerra lampo studiate dagli esperti della Wehrmacht. Nonostante alcune difficoltà legate alle modesta potenza dei carri armati (principalmente mezzi leggeri Panzer I e Panzer II), le divisioni corazzate diedero buona prova e durante l'inverno 1939-40 anche le quattro Leichte Division vennero trasformate in Panzerdivision (numerate da 6 a 9) con l'aggiunta di nuovi reggimenti corazzati, dotati anche di carri armati di origine ceca, Panzer 35(t) e Panzer 38(t).
Il 10 maggio 1940 le dieci Panzerdivision parteciparono al Fall Gelb, la grande offensiva sul fronte occidentale; sette divisioni corazzate sferrarono l'attacco decisivo sulla Mosa e avanzarono, dopo aver travolto le difese francesi, fino alla Manica, accerchiando le forze alleate e imprimendo una svolta decisiva alla campagna. Dopo la battaglia di Dunkerque, le Panzerdivision entrarono in azione anche nella seconda fase dell'offensiva tedesca e coronarono trionfalmente la vittoria totale del Terzo Reich, raggiungendo le coste della Bretagna, la Loira e il Rodano.
In vista dei molteplici impegni dell'Heer (Wehrmacht) e dei progetti di Hitler di attacco decisivo all'Unione Sovietica, nell'inverno 1940-41, l'Alto comando tedesco costituì dieci nuove divisioni corazzate (numerate da 11 a 20), riducendo però il numero di carri disponibili in ciascuna divisione: un solo reggimento corazzato con due o tre battaglioni e 160-190 mezzi corazzati (con una maggior percentuale di carri medi Panzer III e IV). Nella primavera 1941 le Panzerdivision invasero rapidamente la Jugoslavia e la Grecia e respinsero in mare le truppe britanniche sbarcate nei Balcani, due divisioni corazzate furono inviate in Africa e contribuirono in modo decisivo ad arrestare l'avanzata inglese in Libia, mentre le restanti diciannove Panzerdivision parteciparono dal 22 giugno 1941 all'Operazione Barbarossa.

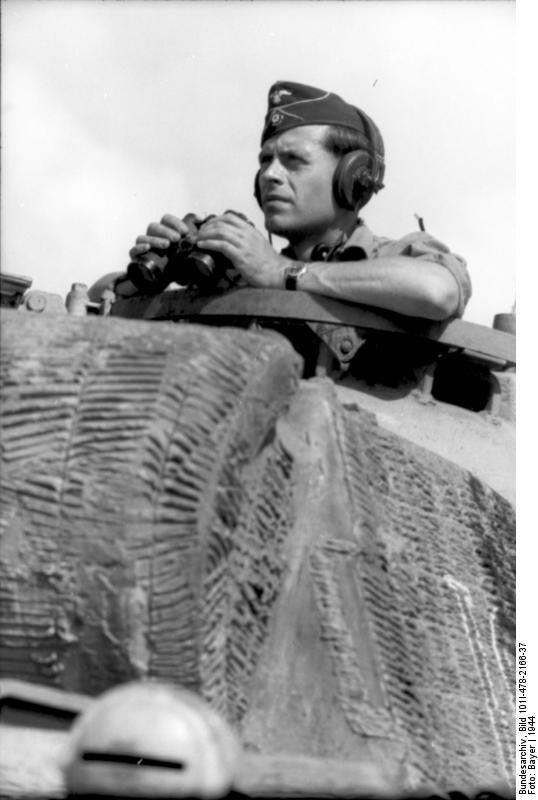
Ufficiale delle Panzertruppen sulla torretta del suo carro Panther

La nuova gigantesca offensiva si dimostrò subito molto dura: nonostante la netta superiorità tattica e operativa delle unità corazzate tedesche, la resistenza delle numerose forze meccanizzate nemiche, il logorio delle distanze e del clima, misero a dura prova le truppe tedesche che, dopo una snervante avanzata estiva, furono duramente fermate e respinte dalla controffensiva dell'Armata Rossa alle porte di Mosca (5 dicembre 1941), che inflisse una prima decisiva sconfitta alla Wehrmacht.
Dopo la drammatica battaglia invernale sul fronte russo, l'Esercito tedesco si riorganizzò in primavera, e potenziò le sue forze corazzate costituendo sei nuove Panzerdivision e inserendo reparti corazzate nelle unità Waffen-SS e nelle divisioni motorizzate. A giugno 1942 l'Heer (Wehrmacht) fece un nuovo tentativo di vincere la guerra all'est con una massiccia offensiva verso il Volga e il Caucaso: le nove divisioni corazzate impegnate avanzarono in profondità e raggiunsero Stalingrado (23 agosto), ma le forze sovietiche organizzarono una dura resistenza e il 19 novembre passarono al controffensiva accerchiando un gran numero di reparti tedeschi, tra cui tre Panzerdivision.
Durante l'inverno 1942-1943, le divisioni corazzate tedesche, richiamate anche da altri fronti, combatterono continuamente per fermare l'avanzata generale sovietica, riuscendo, nel marzo 1943 a stabilizzare la situazione a Char'kov, ma ormai la guerra stava evolvendo a sfavore della Germania. La Panzerwaffe perse cinque divisioni corazzate in Russia e altre tre in Nord Africa (dove le forze anglosassoni avevano ottenuto una netta superiorità) entro la primavera del 1943.
Dopo queste sconfitte le Panzerdivision dell'Heer (Wehrmacht) e delle Waffen-SS, ancora aumentate numericamente e rafforzate con i nuovi carri medi Panther, furono sempre più costrette sulla difensiva su tutti i fronti e dovettero spesso essere dirottate da un settore critico all'altro per frenare o rallentare le continue offensive nemiche. Dopo l'ultima deludente offensiva sul fronte orientale (battaglia di Kursk), le divisioni corazzate all'est, dove rimasero in grande maggioranza per tutta la guerra, continuarono a combattere con abilità e coraggio, contraccando localmente (a Bogoduchov, Žitomir, Krivoj Rog, Čerkasy) per contrastare le sempre più potenti forze sovietiche e guadagnare tempo.

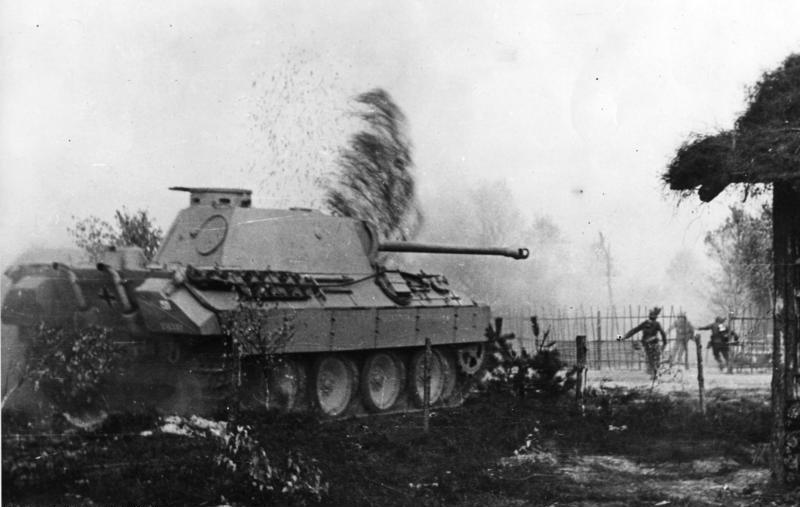
Panther e granatieri tedeschi in azione durante le battaglie finali sul fronte est

In Italia e in Normandia i reparti corazzati tedeschi tentarono invano di evitare l'invasione alleata del continente. Nell'estate 1944 le Panzerdivision subirono perdite durissime sia a est (operazione Bagration) che in Normandia, ma in agosto e settembre furono in grado ancora di contrattaccare in Polonia, nel Baltico e in Ungheria, mentre all'ovest in dicembre Hitler sferrò un'ultima grande offensiva di sorpresa nelle Ardenne con nove Panzerdivision che per un momento mise in difficoltà le forze anglo-americane.
Dopo il fallimento di questo disperato contrattacco, le divisioni corazzate furono concentrate all'est per impedire l'invasione della Germania: in Ungheria, sul Balaton e in Pomerania, a febbraio e marzo 1945. le Panzerdivision sferrarono i loro ultimi attacchi contro l'Armata Rossa, mentre nel Reich venivano affrettatamente costituite nuove deboli divisioni corazzate "fantasma" per cercare di evitare la disfatta finale.
Il crollo finale del Terzo Reich, di fronte all'offensiva finale sovietica sull'Oder e all'avanzata alleata da ovest, si verificò a maggio 1945, mentre le Panzerdivision (l'ultimo ordine di battaglia tedesco enumerava ancora oltre trenta divisioni corazzate teoricamente operative), ridotte a pochi carri armati ma ancora combattive e orgogliose, si arresero con ordine e disciplina, in maggioranza ripiegando verso ovest per consegnarsi alle truppe anglosassoni ed evitare la prigionia sovietica.
Durante tutta la guerra le Panzerdivision mantennero sempre un'elevata efficienza e guadagnarono grande rispetto da parte degli avversari; subirono la perdita di oltre 18.000 carri armati solo sul fronte est, ma rivendicarono la distruzione di oltre 90.000 mezzi corazzati del nemico.

### Struttura
Allo scoppio della seconda guerra mondiale la teoria voleva che le Panzer-Division fossero organizzate in due brigate, ma spesso si riuscì ad impostarne solo una composta da due reggimenti corazzati binari (vale a dire con due battaglioni di tre compagnie ciascuno) più uno, anch'esso binario, di fanteria motorizzata: in totale 324 carri armati supportati inoltre da un battaglione motociclisti e da reparti addetti alla ricognizione, all'artiglieria, al genio militare, alle trasmissioni, ai rifornimenti, all'amministrazione e all'assistenza medica.
Nel 1941 le divisioni corazzate furono ridotte ad un solo reggimento corazzato binario facendo così scendere il numero dei carri a 196, ma in compenso la fanteria motorizzata si identificava in due reggimenti anziché in uno. La battaglia di Kursk fece inoltre sì che alcune unità ricevessero un ulteriore battaglione corazzato, e a tutte fu assegnato un battaglione contraereo. Nel 1944 invece l'andamento della guerra, sfavorevole per la Germania, impose numerose eccezioni alle regole finora seguite.

### Personalità di rilievo

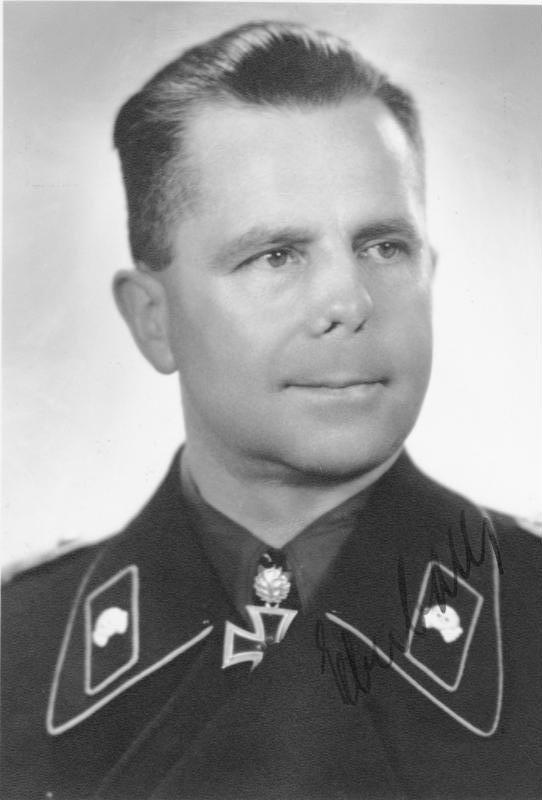
Il colonnello Heinrich Eberbach, distintosi in numerose battaglie su tutti i fronti europei

- Heinz Guderian - abile generale, innovatore e massimo teorico delle divisioni corazzate tedesche, organizzate e usate in combattimento secondo le sue teorie;
- Erich von Manstein - tra i migliori generali della Wehrmacht, esperto di campagne manovrate con mezzi corazzati
- Erwin Rommel - comandante della 7. Panzer-Division durante la campagna di Francia e successivamente artefice delle più grandi vittorie italo-tedesche nella campagna del Nordafrica
- Hermann Hoth - Esperto e tenace generale delle truppe corazzate, in combattimento incessantemente dal 1939 al 1943
- Georg-Hans Reinhardt - Comandante della 4. Panzer-Division in Polonia e del 41º Panzerkorps in Francia e in Russia, tra i maggiori esperti di guerra con mezzi corazzati. Alla fine della guerra era generaloberst
- Erich Höpner - Protagonista, alla testa di reparti corazzati, in Polonia, in Francia e in Russia, venne destituito da Hitler dopo il fallimento della battaglia di Mosca
- Hans Hube - energico generale delle truppe corazzate, guidò la 16. Panzer-Division fino a Stalingrado. Sfuggito dalle sacche di Stalingrado e di Kamenetzk-Podolsk, morì in un incidente aereo nell'aprile 1944
- Hermann Balck - generale tra i più brillanti delle truppe corazzate, protagonista, alla testa di reparti corazzati prima della 2. e della 11. Panzer-Division poi di vari Panzerkorps, di numerose battaglie sul fronte orientale
- Hasso von Manteuffel - generale delle truppe corazzate decorato con la Croce di Cavaliere con Fronde di Quercia, Spade e Diamanti, protagonista su fronte est e sul fronte occidentale
- Hyazinth Graf Strachwitz - tra i più capaci e celebri comandanti tedeschi di unità minori corazzate della seconda guerra mondiale, combattente con la 16. Panzer-Division e la "Grossdeutschland", decorato tra l'altro con la Croce di Cavaliere con Fronde di Quercia, Spade e Diamanti
- Adelbert Schulz - Ufficiale della famosa 7. Panzer-Division, coraggioso e combattivo, venne decorato con Croce di Cavaliere con Fronde di Quercia, Spade e Diamanti, rimase ucciso sul fronte orientale nel gennaio 1944
- Heinrich Eberbach - ufficiale delle truppe corazzate, protagonista, con la 4. Panzer-Division, in molte battaglie su tutti i fronti europei; venne catturato in Normandia
- Meinrad von Lauchert - ufficiale esperto e capace, partecipò con distinzione alla offensiva delle Ardenne
- Hermann von Oppeln-Bronikowski - ufficiale tra i più valorosi delle Panzerdivision, fu presente a Stalingrado e in Normandia

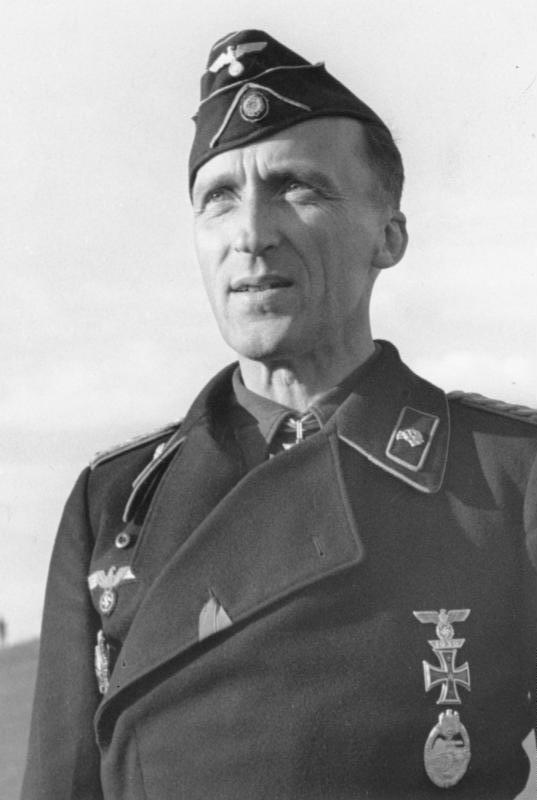
Walther von Hünersdorff, comandante dei panzer della 6. Panzer-Division, cadde a Kursk

- Walther von Hünersdorff - in combattimento con la 6. Panzer-Division sul Fronte orientale, fu ucciso sul campo di battaglia di Kursk
- Wolfgang Thomale - principale collaboratore del generale Guderian nello sviluppo organizzativo e teorico delle Panzerdivision
- Wilhelm Ritter von Thoma - comandante dei panzer durante la guerra di Spagna, combatté con l'Afrikakorps e venne catturato a El Alamein
- Erhard Raus - generale tra i più esperti di tattiche corazzate, combatté per anni sul fronte orientale

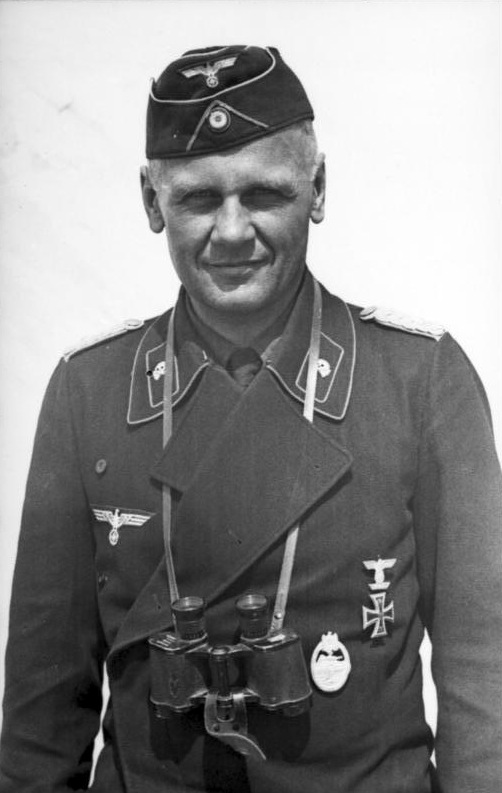
Il colonnello Gustav-Adolf Riebel, guidò i reparti corazzati della 11. e della 24. Panzer-Division, fu ucciso a Stalingrado

- Walther Nehring - generale al comando con distinzione dei panzer sia in Russia che in Africa
- Dietrich von Saucken - comandante della 4. Panzer-Division sul fronte orientale, ricevette la Croce di Cavaliere con Fronde di Quercia, Spade e Diamanti
- Klemens Graf von Kageneck - abile comandante di reparti di carri pesanti Tiger sul fronte orientale
- Bernhard Sauvant - ufficiale della 14. Panzer-Division a Stalingrado, poi di carri Tiger a Kursk
- Wilhelm Langkeit - comandante dei reparti corazzati della 14. Panzer-Division a Stalingrado, venne evacuato per via aerea dalla sacca e negli anni seguenti guido i panzer della Panzergrenadierdivision Großdeutschland sul fronte orientale
- Rudolf Sieckenius - ufficiale distintosi al comando di reparti di carri armati durante la campagna di Francia e sul Fronte orientale nel corso della battaglia di Stalingrado, guidò con abilità la 16. Panzer-Division nella battaglia di Salerno
- Bruno Kahl - ufficiale distintosi all'est nei quadri della 20. Panzer-Division
- Christian Tychsen - ufficiale particolarmente stimato, al comando del Panzer-regiment della 2. SS-Panzer-Division "Das Reich", mori in combattimento in Normandia
- Helmut Hudel - guidò reparti corazzati della 10. Panzer-Division all'est e in Africa; in seguito comandò il Schwere Panzerabteilung 508 in Italia
- Fritz Fechner - ufficiale particolarmente distintosi sul fronte est con i carri armati della 23. Panzer-Division
- Erich Löwe - comandò con abilità reparti corazzati della 6. Panzer-Division nel 1940-43, prima di cadere sul fronte est alla guida di unità di carri Tiger
- Gustav-Adolf Riebel - collaboratore del generale Guderian, guidò unità corazzate della 11. Panzer-Division e della 24. Panzer-Division sul fronte orientale; venne ucciso nell'agosto 1942, durante la marcia su Stalingrado
- Hermann Bix - carrista della 4. Panzer-Division, rivendicò oltre 75 carri sovietici distrutti
- Josef Kummel - ufficiale della 21. Panzer-Division, tra i più famosi carristi tedeschi dell'Afrikakorps
- Joachim Peiper - ufficiale comandante dei reparti corazzati della 1. SS-Panzer-Division "Leibstandarte SS Adolf Hitler", si distinse per audacia e coraggio sia all'est che all'ovest, ma diede prova anche di spietatezza e brutalità nei confronti del nemico
- Joachim Sander - ufficiale distintosi sul fronte est nei ranghi della 23. Panzer-Division
- Theodor Graf Schimmelmann - ufficiale al comando dei panzer della 11. Panzer-Division, si distinse nei Balcani e sul fronte orientale, a Dubno, sul Don e a Kursk
- Otto Meyer - comandante del Panzer-regiment della 9. SS-Panzer-Division "Hohenstaufen", si distinse all'est e all'ovest; rimase ucciso a settembre 1944 sul fronte occidentale
- Max Wuensche - abile comandante dei carri armati della 1. SS-Panzer-Division "Leibstandarte SS Adolf Hitler" e poi della 12. SS-Panzer-Division "Hitlerjugend", venne catturato in Normandia

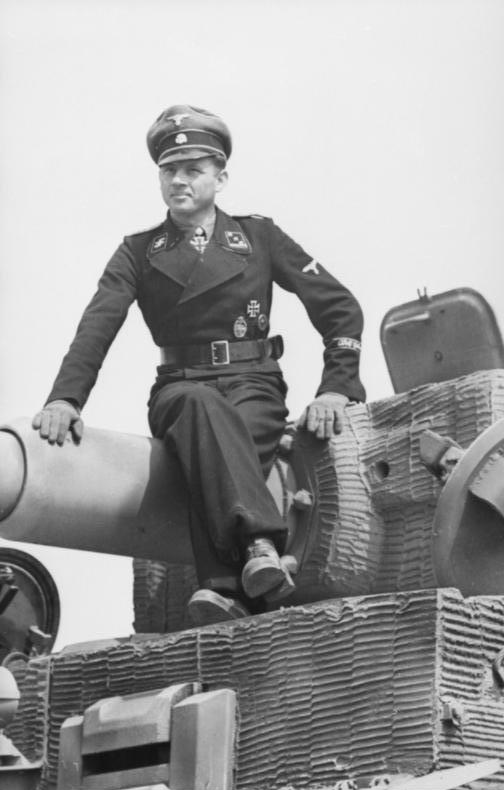
Michael Wittmann, in Normandia, poco prima di rimanere ucciso combattendo sull'"Invasionfront"

- Michael Wittmann il più famoso carrista di tutti i tempi, combattente prima nella 1. SS-Panzer-Division "Leibstandarte SS Adolf Hitler" e poi in un battaglione pesante di carri Panzer VI Tiger I; venne ucciso in Normandia
- Otto Carius - carrista con all'attivo più di 150 veicoli nemici distrutti sul fronte orientale
- Johannes Bölter - comandante di carri Tiger sul fronte orientale, rivendicò 139 vittorie sui mezzi corazzati sovietici
- Emil Seibold - carrista con il maggior numero di vittorie della 2. SS-Panzer-Division "Das Reich"
- Franz Staudegger - carrista della 1. SS-Panzer-Division "Leibstandarte SS Adolf Hitler", a Kursk rivendicò la distruzione di 22 carri sovietici in un solo giorno
- Ernst Barkmann - carrista delle Waffen-SS, distintosi in numerose battaglie in Normandia e nelle Ardenne
- Franz Bäke - ufficiale comandante di reparti corazzati sul fronte orientale, abile tattico ed valoroso combattente, principalmente nei quadri della 6. Panzer-Division
- Karl Brommann - carrista dello Schwere SS-Panzerabteilung 103, distrusse almeno 66 carri nemici, 44 cannoni anticarro e altri 15 veicoli nell'assedio di Danzica
- Karl Körner - carrista dello schwere SS-Panzer-Abteilung 503 che distrusse 102 carri sovietici
- Heinz von Westernhagen - comandante dello Schwere SS-Panzerabteilung 101
- Kurt Knispel - carrista di Panzer IV con la 12. Panzer-Division poi carri pesanti Tiger, rivendicò la distruzione durante la guerra di 168 carri nemici sul fronte orientale (il numero più alto in assoluto); rimase ucciso negli ultimi giorni di combattimenti

## Bundeswehr e Nationale Volksarmee

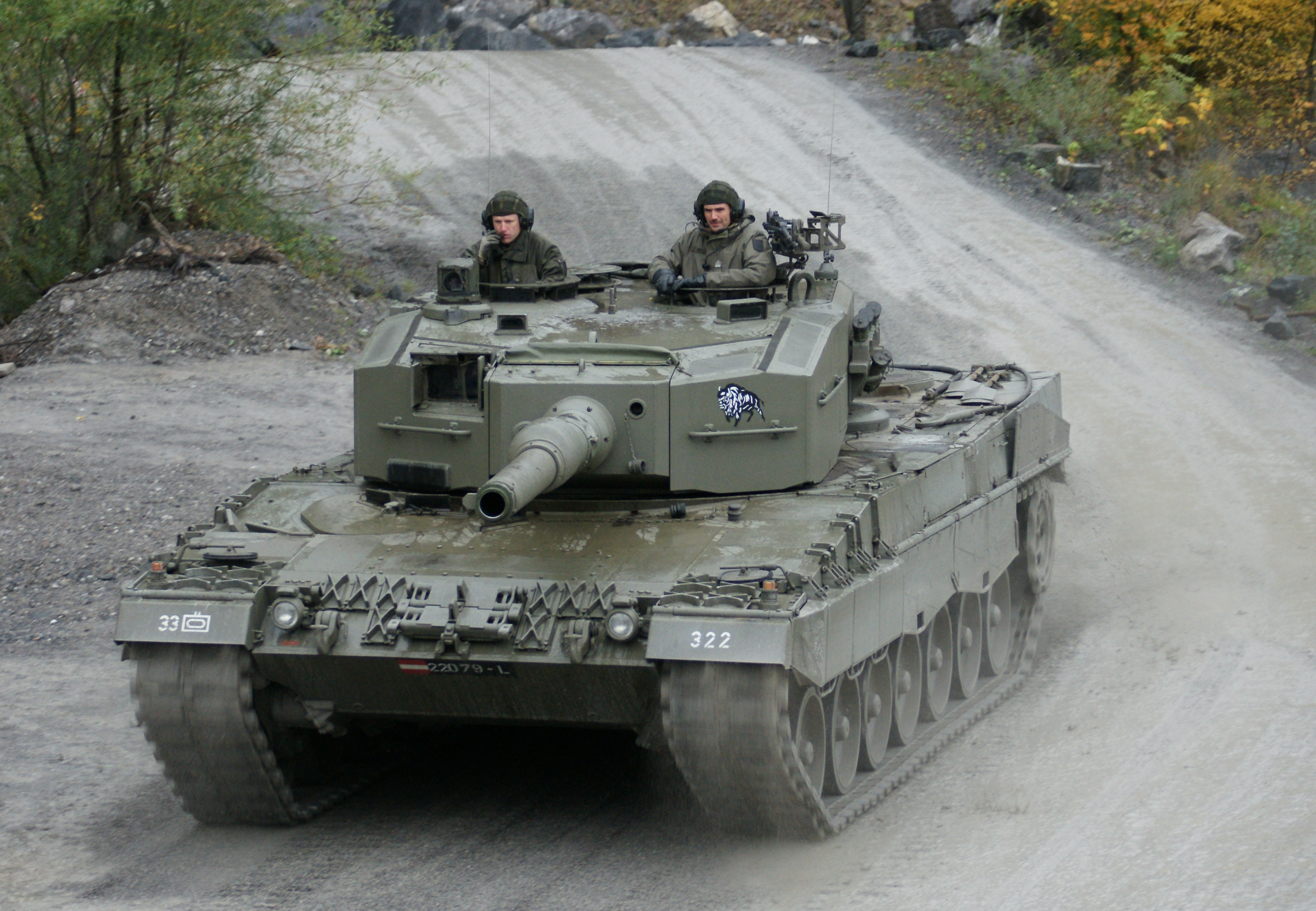
Un carro armato Leopard 2, il mezzo da combattimento principale della Panzer-Division della Bundeswehr

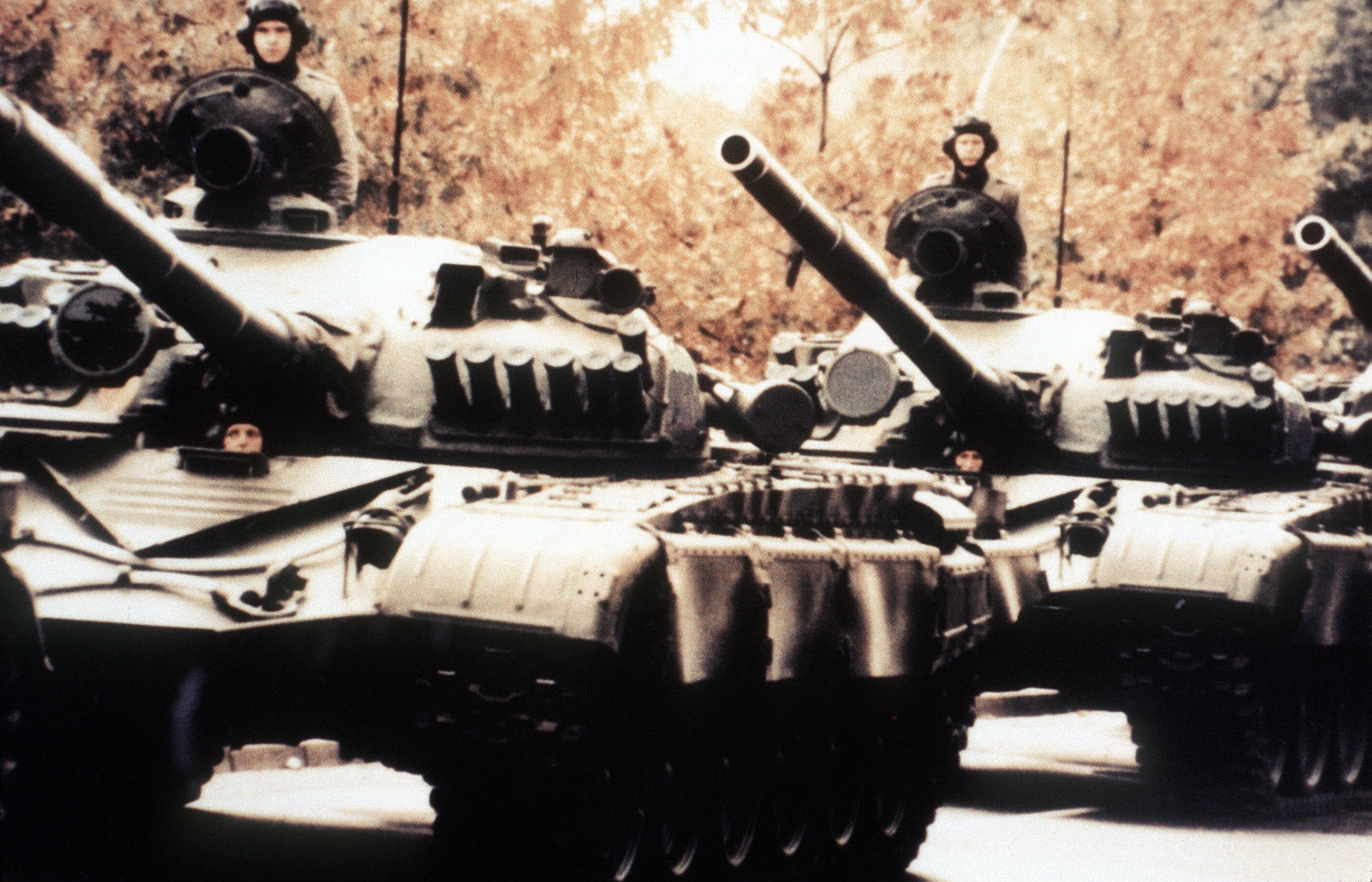
Carri T-72 della Nationale Volksarmee in movimento negli anni 80

Dopo la ricostituzione nel 1955 delle forze armate della Repubblica Federale Tedesca inserite nell'Alleanza Atlantica con il nome di Bundeswehr, vennero rapidamente organizzate le nuove Panzer-Division, riccamente equipaggiate con materiale inizialmente statunitense ma in seguito anche di produzione nazionale, e schierate in prima linea per difendere l'Europa occidentale in caso di attacco del Patto di Varsavia. Le Panzer-Division della Bundeswehr giocavano un ruolo fondamentale nei piani della NATO durante la guerra fredda ed erano considerate le unità più efficienti, dopo le unità corazzate americane, tra quelle schierate in Europa. Nel momento di massimo sviluppo negli anni 80, la Bundeswehr allineava sei Panzer-Division (1. Panzer-Division; 3. Panzer-Division, 5. Panzer-Division, 7. Panzer-Division, 10. Panzer-Division, 12. Panzer-Division) con oltre 5.000 carri armati.
Nel 1956 anche la Repubblica Democratica Tedesca iniziò a potenziare le sue nuove forze armate, la Nationale Volksarmee che, equipaggiate con materiale moderno fornito in gran parte dall'Unione Sovietica, furono messe a disposizione del Patto di Varsavia. La Volksarmee costituì subito le proprie Panzer-Division ed ebbe a disposizione negli anni 80 fino a 2.800 carri armati; schierava due divisioni corazzate, la 7. Panzer-Division e la 9. Panzer-Division che erano considerate le migliori unità meccanizzate degli eserciti del Blocco orientale, allo stesso livello delle formazioni sovietiche. Queste divisioni in caso di guerra sarebbero state subito integrate nel Gruppo di forze sovietiche in Germania e avrebbero dovuto partecipare all'offensiva contro la Germania occidentale.
Dopo la fine della guerra fredda e la scomparsa della Nationale Volksarmee, la Bundeswehr ha ridotto le sue forze sciogliendo quattro Panzer-Division. Oggi le due divisioni corazzate rimaste sono organizzate su due brigate carri contenenti un battaglione corazzato e due battaglioni meccanizzati (tranne la 1. Panzer-Division che ha due battaglioni corazzati e uno meccanizzato nella sua 9. Panzerbrigade, e nella 21. Panzerbrigade manca di un battaglione meccanizzato) più i battaglioni artiglieria e anti-aerei e le compagnie servizi. La 10. Panzer-Division ha una brigata da montagna invece che corazzata.